# Centuri (Corsica)
Centuri (Corsicaans: Cinturi) is een gemeente in het Franse departement Haute-Corse (regio Corsica) en telt 216 inwoners (2004). De plaats maakt deel uit van het arrondissement Bastia.

## Geografie
De oppervlakte van Centuri bedraagt 8,4 km², de bevolkingsdichtheid is 25,7 inwoners per km².

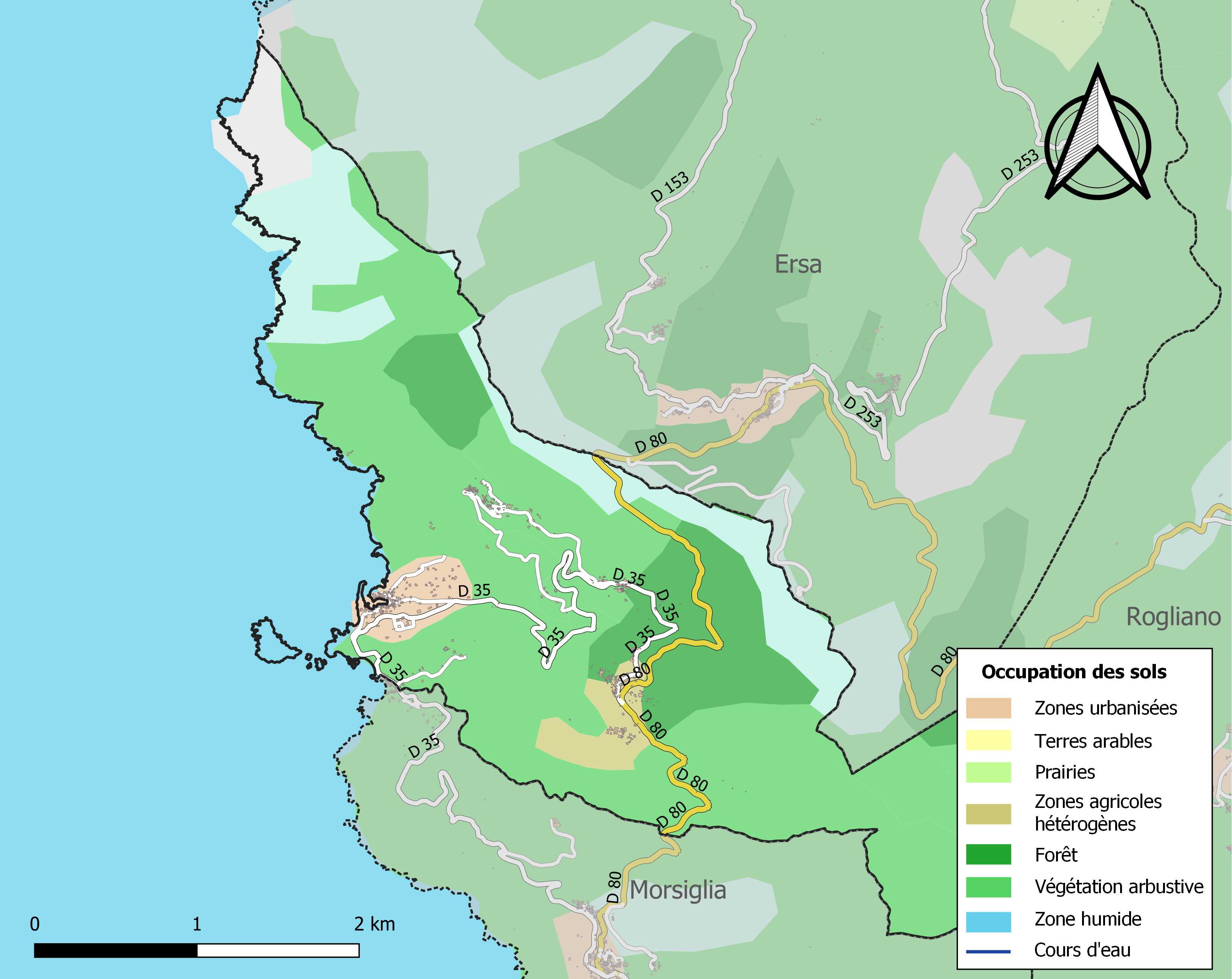
Kaart van de gemeente met de belangrijkste infrastructuur, bodemgebruik en omliggende gemeenten

## Demografie
Onderstaande figuur toont het verloop van het inwonertal (bron: INSEE-tellingen).

Vanwege een beveiligingsprobleem met de MediaWiki Graph-software is het momenteel niet mogelijk deze grafiek weer te geven. Zodra de software is bijgewerkt zal de grafiek vanzelf weer zichtbaar worden.